# چام‌دره (بایبورد)
چام‌دره {{ترکی|Çamdere) (به کردی: Hakîx) یک منطقهٔ مسکونی در ترکیه است که در بایبورد واقع شده‌است. چام‌دره ۸۳ نفر جمعیت دارد.